# Vavrecska
Vavrecska (szlovákul Vavrečka) község Szlovákiában, a Zsolnai kerület Námesztói járásában.

## Fekvése
Námesztótól 3 km-re délre, az Árvai-víztározó délnyugati szegletében fekszik.

## Története
A falu 1600 körül keletkezett a vlach jog alapján, „Sigmondka” néven említik először. 1604-ben „Zygmonthka” néven írják. Az árvai váruradalom része volt, a falut bíró igazgatta. A 17. században többször is feldúlták. Először 1604-ben Bocskai hajdúi égették fel. Az elpusztult falut azonban már új helyen építették újjá, az új települést pedig már nem Zsigmondkának, hanem Vavrecskának hívták. 1609-ben már ezen a „Wawreczka” néven említik. Mivel földesurai, a Thurzók felvették a protestáns hitet, Vavrecska lakói is protestánsok lettek. Evangélikus egyházát 1612-ben alapították és a környék falvaival együtt a námesztói lelkészséghez tartozott. 1618-ban gróf Thurzó Imre évi egy aranydukát megfizetése ellenében a námesztói malom használatát engedélyezte a falunak. 1625-ben „Vavrecska” néven találjuk, az ez évi urbárium szerint a bíróén kívül 5 jobbágytelke volt a településnek. 1677-ben a kuruc felkelés idején újra a katonaság gyújtotta fel, majd 1696-ban újra leégett. 1715-ben 195 lakosa volt, 1778-ban 310-en lakták. 1786-ban „Wawrecska” alakban említik a korabeli forrásokban. A község 18. századi pecsétjén „Vavrecska” alakban szerepel.
A 18. század végén Vályi András így ír róla: „VAVRECSKA. Tót falu Árva Várm. földes Ura a’ Kir. Kamara, lakosai katolikusok, kik tsupán a’ vászonynak, és gyóltsnak elárúlásából élnek, mivel földgye igen sovány, ’s a’ viszontagságoknak minden esztendőben ki vagyon téve; fekszik Námesztóhoz nem meszsze, mellynek filiája.”
Első iskoláját 1825-ben alapították. 1828-ban 91 házában 611 lakos élt. Lakói mezőgazdasággal, állattartással, később vászonszövéssel, házalással, favágással, faárukészítéssel foglalkoztak.
Fényes Elek 1851-ben kiadott geográfiai szótárában így ír a faluról: „Vavrecska, tót falu, Árva vmegyében, 599 kath., 11 zsidó lak. F. u. az árvai uradalom. Ut. post. Rosenberg.”
Az első iskolaépület 1853-ban épült fel. 1880-ban nagy tűzvész pusztított a községben, ebben az évben 33 lakos vándorolt ki a tengerentúlra, közülük 23 férfi volt. 1899-ben nevét „Lőrinczke”-re magyarosították. A trianoni diktátumig Árva vármegye Námesztói járásához tartozott.

## Népessége
| Év:            | 1994. | 2004.    | 2014.    | 2024.    |
| -------------- | ----- | -------- | -------- | -------- |
| Emberek száma: | 1061  | 1290     | 1434     | 1707     |
| Eltérés:       |       | +21,58 % | +11,16 % | +19,03 % |

| Év:            | 2023. | 2024.   |
| -------------- | ----- | ------- |
| Emberek száma: | 1696  | 1707    |
| Eltérés:       |       | +0,64 % |

1910-ben 529, túlnyomórészt szlovák lakosa volt.
2011-ben 1403 lakosából 1383 szlovák.

## Nevezetességei
- A temetőnél álló barokk kápolnája 1830-ban épült.
- Neoromán Szent Anna temploma 1932-ben épült.

## Külső hivatkozások
- Hivatalos oldal
- E-obce.sk Archiválva 2009. november 13-i dátummal a Wayback Machine-ben
- A község a régió honlapján
- Községinfó
- Vavrecska Szlovákia térképén